# Unitop
Unitop (Malus domestica 'Unitop') je ovocný strom, kultivar druhu jabloň domácí z čeledi růžovitých. Plody jsou řazeny mezi odrůdy zimních jablek, sklízí se v září, dozrává v říjnu, skladovatelné jsou do ledna. Odrůda je náchylnou vůči některým chorobám, odrůdu je doporučeno pěstovat s chemickou ochranou.

## Historie

### Původ
Byla vyšlechtěna v ČR. Odrůda vznikla zkřížením odrůd 'Golden Delicious' a 'Diadém'. Odrůdu zaregistroval Ing. Petr Hajduček – Uniplant, Skrbeň, v roce 2004.

## Vlastnosti

### Růst
Růst odrůdy je slabý. Koruna s rozložitým habitem během vegetace zahušťuje. Je doporučen letní řez. Plodný obrost je ve shlucích i jednotlivě, v některých případech je třeba probírky plůdků proti drobnoplodosti plodů.

## Plodnost
Plodí záhy, bohatě a s probírkou plůdků pravidelně.

## Plod
Plod je kulovitý, střední. Slupka drsná, žlutozelené zbarvení je překryté červeným žíháním. Dužnina je nažloutlá se sladce navinulou chutí.

## Choroby a škůdci
Odrůda je náchylná k strupovitosti jabloní a náchylná k padlí.

## Použití
Je vhodná ke skladování a přímému konzumu. Odrůdu lze použít do chráněných stanovišť středních a teplých poloh. Preferuje vlhkou propustnou půdu. Je doporučováno pěstování odrůdy na slabě a středně rostoucích podnožích ve tvarech jako zákrsky, čtvrtkmeny a vřetena.